# Rafael Guastavino

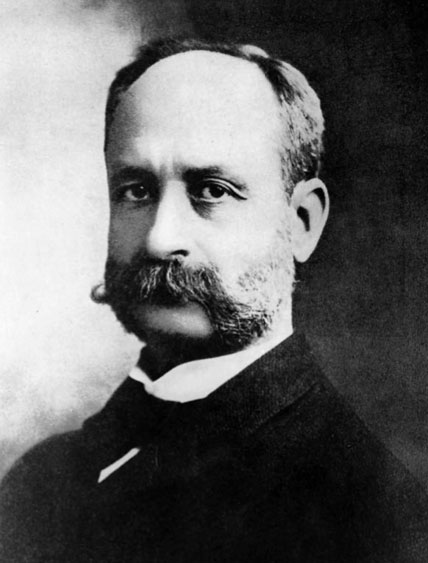
Rafael Guastavino

Rafael Guastavino (* 1. März 1842 in Valencia; † 1. Februar 1908 in Asheville) war ein spanischer Architekt und Baumeister, der einen großen Teil seiner Werke in den Vereinigten Staaten schuf und dort die Konstruktionsweise des Flachziegelgewölbe verbreitete.
Nachdem er als Assistent eines Bauinspektors in Valencia gearbeitet hatte, ging er zum Architekturstudium nach Barcelona, wo er auch die Batlló-Fabrik baute. 1881 zog er in die USA und patentierte das Guastavinische System, das auf flachziegelgewölben basierte und in verschiedenen Gebieten Spaniens, wie Katalonien, Valencia und Extremadura, eine traditionelle Bauweise war.

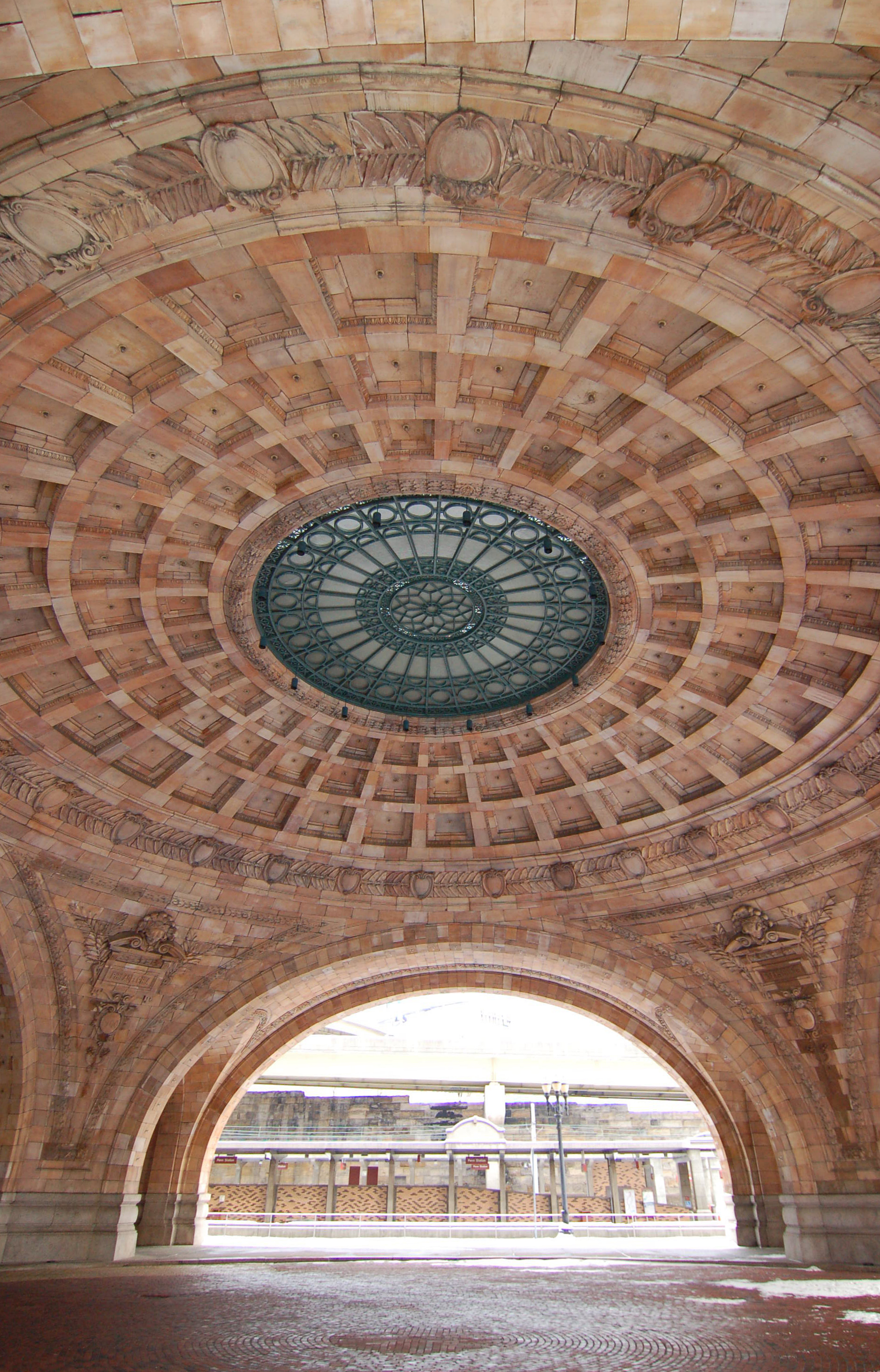
Gewölbe der Union Station in Pittsburgh

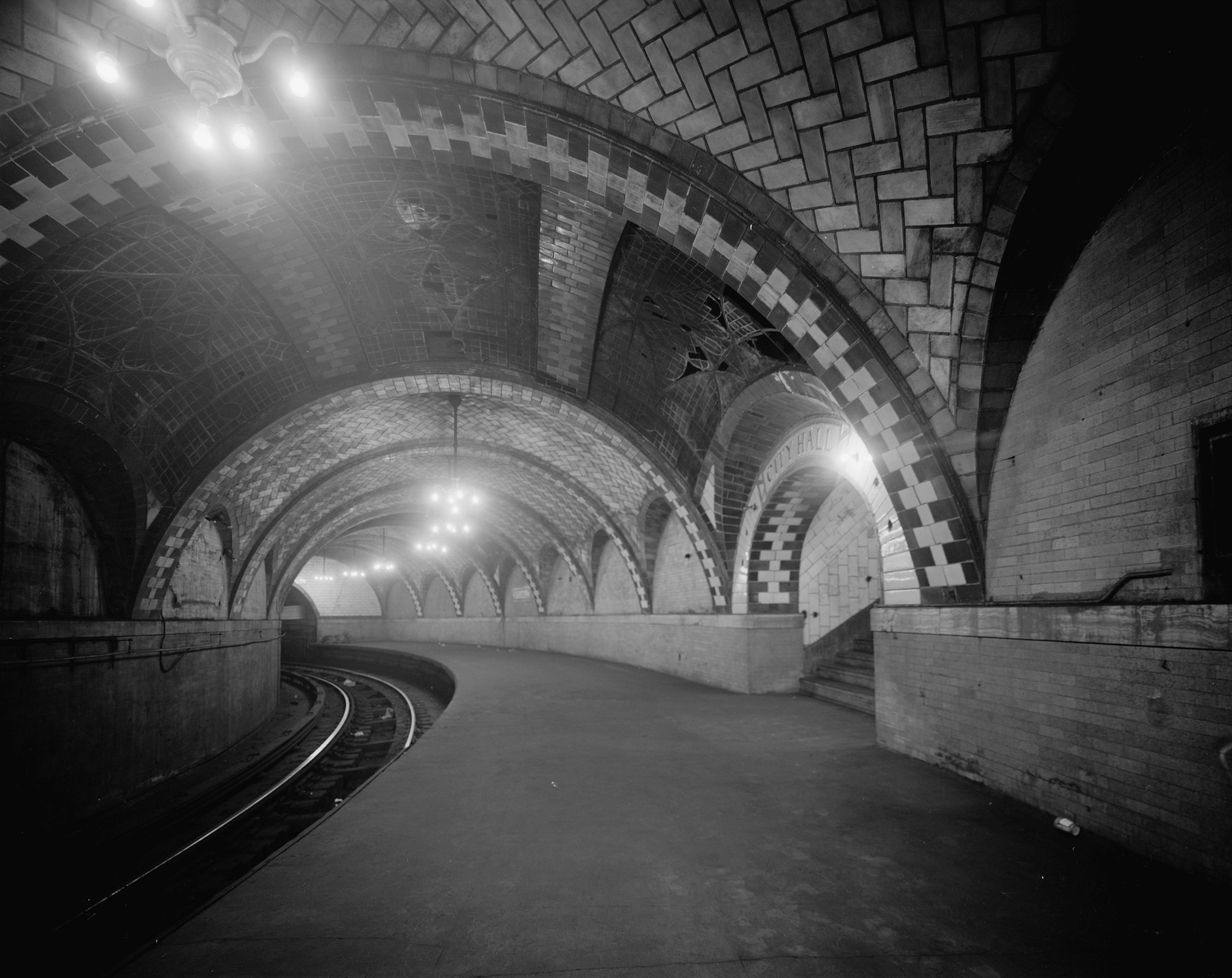
Arbeit Guastavinos im U-Bahnhof City Hall der New York City Subway

Seit 1881 lebte er in New York, wo er durch sein System, Gewölbe mit Ziegeln und Mörtelschichten zu verkleiden,  Bekanntheit erlangte. Er gründete die sich auf diesen Bereich konzentrierende "Guastavino Fireproof Construction Company". Seine Teilnahme bestand in Entwurf und Ausarbeitung des Gewölbes. Er starb 1908 in Asheville und wurde dort in der von ihm entworfenen Basilika St. Laurentius in einer Krypta beigesetzt. Sein Werk wurde von seinem Sohn, Rafael Guastavino Roig, fortgesetzt.

## Werk
Seine Vermächtnisse kann man in vielen bekannten Gebäuden nordamerikanischer Städte finden, wo seine Teilnahme am Bau der Gewölbe grundlegend war. Insgesamt war er beim Bau von 360 Gebäuden beteiligt. Darunter:
- Boston Public Library
- Grand Central Terminal
- Carnegie Hall
- Mount Sinai Hospital (New York)
- Oberster Gerichtshof der Vereinigten Staaten